# Anna Kettner
Anna Birgitta Kettner, under en period Berger Kettner, född 14 juni 1961 i Uppsala, är en svensk socialdemokratisk politiker. Hon var ledamot i landstingsfullmäktige i Stockholms län 1998–2014. Hon har varit styrelseordförande i Storstockholms Lokaltrafik AB och ordförande för Broderskapsrörelsen.
Kettner läste teologi på Teologiska Seminariet och ordinerades 1987 till pastor i Svenska Missionskyrkan. Hon engagerade sig på 1990-talet i debatten om de invandrartäta miljonprogramsområden. År 2011 fick hon uppdraget att arbeta med riktlinjerna för en ny kristen kvinnoorganisation och finna arbetsformer för denna.
Kettner är dotter till fil. mag. Bengt Kettner och Birgitta Dahl, som var Sveriges riksdags talman. Hon har varit gift och har tre barn. I medier har hon berättat om sin ADHD och de utmaningar diagnosen fört med sig.